# Tasz
Tasz (oryg. ang. Tash) – w Opowieściach z Narnii C.S. Lewisa demon czczony w Kalormenie, przedstawiany jako czteroręki człowiek z głową ptaka. Jego imię znaczy w języku tureckim "kamień". Przeciwieństwo Aslana - w jednej z powieści pada stwierdzenie, że dobre czyny są czcią oddawaną Aslanowi, a złe Taszowi. Postaci te można więc interpretować jako alegorie Boga i Szatana. Postać ta obecna jest w Koniu i jego chłopcu oraz w Ostatniej bitwie.  W Ostatniej bitwie szympans Krętacz oszukuje mieszkańców Narnii, twierdząc że Aslan i Tasz to jedno. Ten chimeryczny twór nazywa Taszlanem. 